# Lena Küchler-Silberman

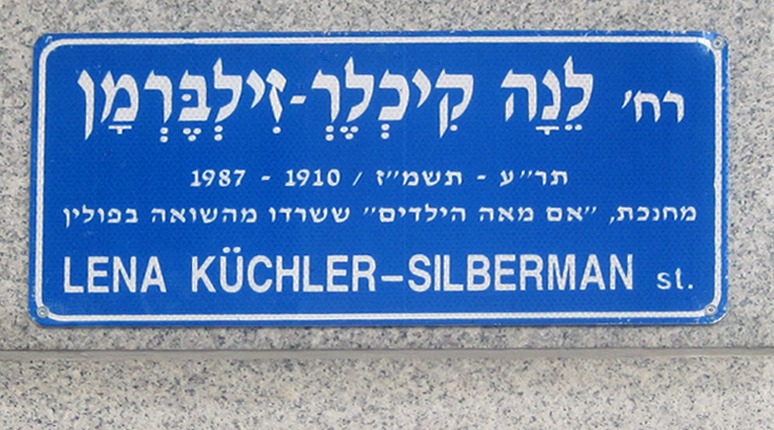
Ulica Leny Kuchler-Silberman w Tel Awiwie

Lena Küchler-Silberman (ur. 1910 w Wieliczce, zm. 6 sierpnia 1987) – izraelska nauczycielka, pedagog i pisarka pochodzenia polskiego.

## Życiorys
Po zakończeniu II wojny światowej zaopiekowała się grupą ponad 100 dzieci żydowskich ocalałych z holocaustu, razem z którymi wyemigrowała do Izraela w roku 1948. Swoje doświadczenia opisała w serii książek , a w 1987 roku na ich podstawie powstał film Edwina Sherina pt. Lena: My 100 Children .

## Twórczość
- 1948 – Maine Kinder (tyt. org. w jidysz מיינע קינדער – Moje dzieci)
- 1958 – Mea yeladim sze-li (tyt. org. hebr. מאה ילדים שלי – Setka moich dzieci)